# Sperchonopsis verrucosa
Sperchonopsis verrucosa är en kvalsterart som först beskrevs av Protz 1896.  Sperchonopsis verrucosa ingår i släktet Sperchonopsis och familjen Sperchonidae. Inga underarter finns listade i Catalogue of Life.